# Mike Enzi
Michael Bradley Enzi (Bremerton, 1 de febrero de 1944-Loveland, Colorado, 26 de julio de 2021) fue un político estadounidense que se desempeñó en el Senado de los Estados Unidos por Wyoming como miembro del Partido Republicano de 1997 a 2021. Antes de su mandato en el Senado de los Estados Unidos, se desempeñó como alcalde de Gillette, Wyoming, en la Cámara de Representantes de Wyoming por el condado de Campbell y en el Senado de Wyoming por el distrito 24. Fue el senador de Wyoming con más años de servicio desde Francis E. Warren.
Enzi nació en Bremerton, Washington, se crio en Thermopolis, Wyoming y se educó en Sheridan High School, George Washington University y University of Denver. Sirvió en la Guardia Nacional Aérea y ocupó cargos en el Estado de American Legion Boys, DeMolay International y la Cámara Júnior de los Estados Unidos. Entró en la política con su elección como alcalde de Gillette después de que Alan Simpson lo convenciera de postularse y derrotar al alcalde Cliff Davis. Fue elegido miembro de la Cámara de Representantes en las elecciones de 1986 y sirvió hasta su nombramiento al Senado estatal en 1991.
Enzi fue elegido para el Senado de los Estados Unidos en las elecciones de 1996 después de derrotar al futuro senador John Barrasso en las primarias republicanas y a la secretaria de Estado Kathy Karpan en las elecciones generales. Durante su mandato en el Senado, se desempeñó como presidente de los comités de Salud, Educación, Trabajo y Pensiones y Presupuesto. Sirvió en el Senado hasta que Cynthia Lummis lo reemplazó en las elecciones de 2020 después de su retiro. Murió en 2021 a raíz de las lesiones resultantes de un accidente en bicicleta.

## Biografía
Afiliado al Partido Republicano. Creció en Thermopolis en Wyoming. Tiene ancestros ucranianos, alemanes e irlandeses. En 2017, fue uno de los 22 senadores que firmó una carta pidiéndole al presidente Donald Trump que saque a Estados Unidos del Acuerdo de París, el cual busca reducir los efectos del cambio climático.

## Muerte
Enzi sufrió un accidente de bicicleta cerca de su casa en Gillette el 23 de julio de 2021 en el que se rompió el cuello y varias costillas. Murió tres días después en un hospital de Loveland, Colorado, a la edad de 77 años